# Argia moesta
Argia moesta là một loài chuồn chuồn kim trong họ Coenagrionidae.
Loài này được xếp vào nhóm Loài ít quan tâm trong sách Đỏ của IUCN năm 2007, xu hướng dân số ổn định theo IUCN.
Argia moesta được mô tả vào năm 1861 bởi Hagen.

## Hình ảnh

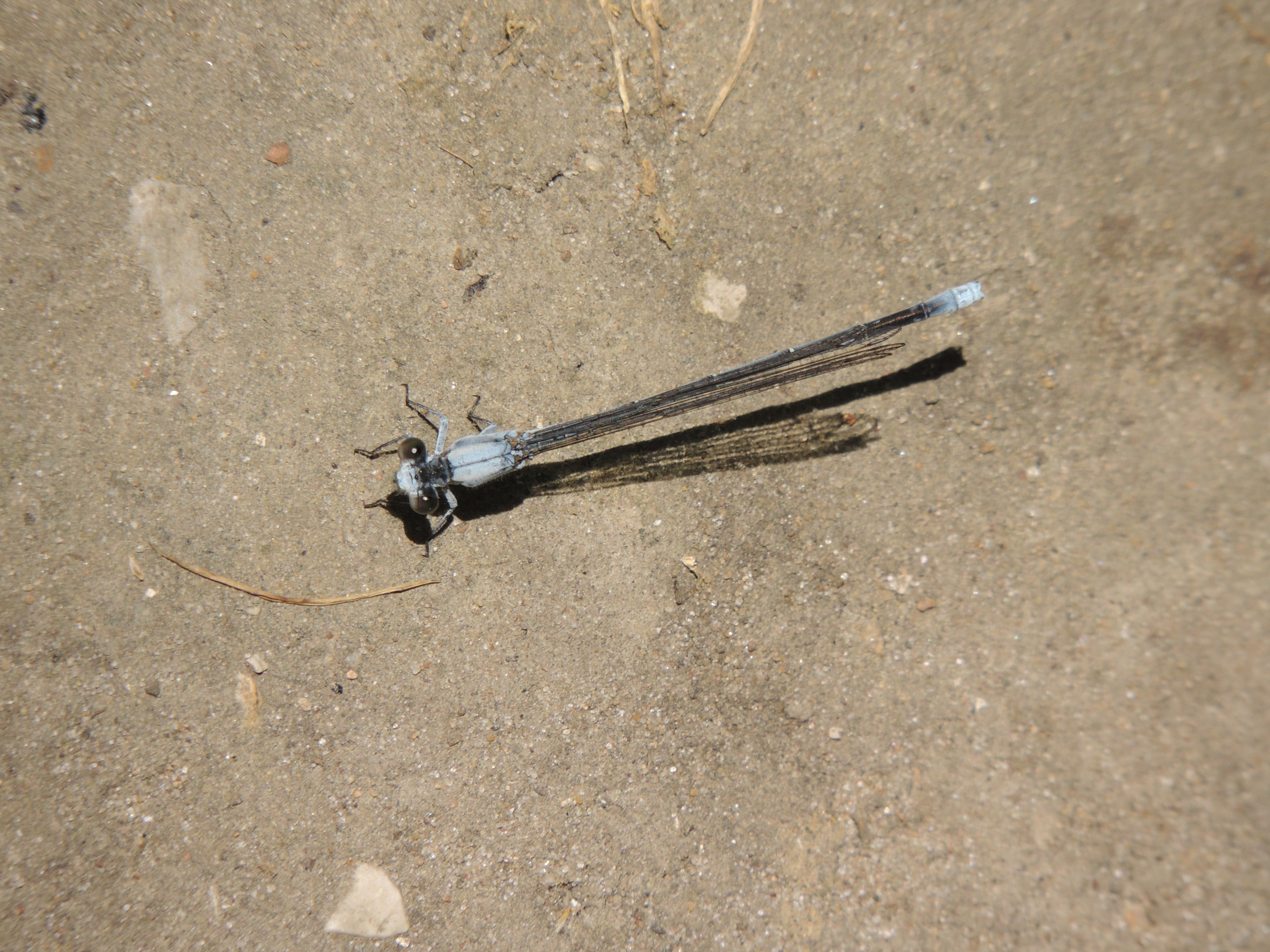